# Chaudhuria
Genre
Chaudhuria est un genre de poissons d'eau douce de la famille des Chaudhuriidae.

## Liste d'espèces
Selon FishBase (02 juin 2015):
- Chaudhuria caudata Annandale, 1918
- Chaudhuria fusipinnis Kottelat & Britz, 2000
- Chaudhuria ritvae Britz, 2010